# Rihards Veide
Rihards Veide (Valmiera, 1 de noviembre de 1991) es un deportista letón que compitió en ciclismo en la modalidad de BMX. Ganó una medalla de plata en el Campeonato Europeo de Ciclismo BMX de 2012, en la carrera masculina.

## Palmarés internacional
| Campeonato Europeo | Campeonato Europeo | Campeonato Europeo | Campeonato Europeo |
| Año                | Lugar              | Medalla            | Competición        |
| ------------------ | ------------------ | ------------------ | ------------------ |
| 2012               | Orleans (Francia)  | Medalla de plata   | Carrera            |